# Équipe de France A' de football
L'équipe de France A' de football, également parfois appelée équipe de France B de football, est une sélection de joueurs français, candidats possibles à une sélection en équipe de France A. En ce sens, elle constitue en quelque sorte l'« antichambre de l'équipe de France ».
L'équipe de France A' est placée sous l'autorité de la FFF et le sélectionneur de l'équipe A a la possibilité d'utiliser cette sélection lorsqu'il le souhaite. Elle ne dispute aucune compétition officielle.

## Histoire
L'équipe de France B, comme on l'appelle alors, commence ses activités en 1922 avec un match face à la sélection A du Luxembourg. C'est une défaite 2-1. Jusqu'en 1968, années de guerre exclues, cette sélection joue au moins un match par an. Le maximum est atteint en 1952 avec huit rencontres au programme face à des sélections étrangères A ou B. En plus de ces matchs quasi officiels, l'équipe de France B joue également des matchs face à des clubs ou des sélections régionales.
Après 1968, l'utilisation par les sélectionneurs français de cette sélection devient plus rare : entre 1971 et 1982, huit matches ont lieu puis la sélection devient inactive. Le sélectionneur Michel Platini relance cette équipe sous le nom d'équipe A' à partir du 16 novembre 1988. Entre 1990 et 1992, l'équipe est à nouveau appelée « équipe de France B ». En 1993, elle retrouve l’appellation A'. Elle disparait à nouveau, le 22 mars 2001 avec une défaite 2-1 à Mulhouse contre l'Allemagne A'.
Afin de tester de nombreux joueurs pour former son groupe pour l'Euro 2008, Raymond Domenech décide de faire renaître cette équipe le 21 août 2007 lors d'une rencontre face à la Slovaquie A' (défaite 1-0). Certains joueurs sélectionnés pour ce match sont également des A, comme Djibril Cissé, David Trezeguet ou encore Sébastien Squillaci. De même, ont lieu deux matchs début 2008 : le 5 février 2008 face à la République démocratique du Congo (0-0) puis le 25 mars 2008 face au Mali (victoire 3-2). 
L'équipe de France A' disparaît alors une troisième fois. Par exemple, le sélectionneur Didier Deschamps, sélectionne directement en A des joueurs très jeunes qui brillent en sélection espoirs ou en club, sans passer par la sélection A' à sa disposition.